# Fernando de Silva y Alvarez de Toledo, XII duca d'Alba
Fernando de Silva y Alvarez de Toledo, XII duca d'Alba (in spagnolo: Fernando de Silva y Álvarez de Toledo; Vienna, 1714 – Madrid, 15 novembre 1776), è stato un generale e diplomatico spagnolo.

## Biografia
Era il figlio di José Manuel de Silva y Toledo, X conte di Galve, e di sua moglie, María Teresa Alvarez de Toledo, XI duchessa d'Alba.

## Carriera
Fernando era un uomo di cultura, essendo un rappresentante dell'illuminismo in Spagna e amico del filosofo Jean Jacques Rousseau.
L'8 novembre 1753, lasciando l'ambasciata di Parigi, venne nominato Maggiordomo maggiore di Ferdinando VI di Spagna, carica che mantenne anche con Carlo III di Spagna, ma l'anno successivo si ritirò.
Il 9 aprile 1754 venne nominato direttore della Accademia Reale Spagnola, carica che ricoprì fino alla sua morte.
Ordinò all'architetto francese Jacques Marquet la costruzione del palazzo dei duchi d'Alba a Piedrahíta.
Fu anche il primo ministro di Spagna (9 aprile-15 maggio 1754).

## Matrimonio
Sposò Anna Maria Alvarez de Toledo y de Portugal (1707-1729), figlia di Pedro Vicente alvarez de Toledo y de Portugal. Ebbero un figlio:
- Francisco de Silva y Alvarez de Toledo, X duca di Huéscar (1733-1774)